# Wereldbeker schaatsen 2012/2013 - Wereldbeker 6
De Wereldbeker schaatsen 2012/2013 Wereldbeker 6 was de zesde wedstrijd van het wereldbekerseizoen die op 19 en 20 januari 2012 plaatsvindt in de Olympic Oval in Calgary, Canada. Enkel de sprintafstanden, 500 en 1000 meter, stonden op het programma. De Zuid-Koreaanse schaatsster Lee Sang-hwa reed met 36,80 een nieuw wereldrecord op de 500 meter.

## Programma
| Datum               | Tijd  | Onderdeel                                               |
| ------------------- | ----- | ------------------------------------------------------- |
| Zaterdag 19 januari | 20:00 | 500 m vrouwen 500 m mannen 1000 m vrouwen 1000 m mannen |
| Zondag 20 januari   | 19:45 | 500 m vrouwen 500 m mannen 1000 m vrouwen 1000 m mannen |

## Nederlandse deelnemers
| Afstand  | Geslacht | Deelnemers, A- of B-groep | Deelnemers, A- of B-groep | Deelnemers, A- of B-groep | Deelnemers, A- of B-groep | Deelnemers, A- of B-groep | Deelnemers, A- of B-groep | Deelnemers, A- of B-groep | Deelnemers, A- of B-groep | Deelnemers, A- of B-groep | Deelnemers, A- of B-groep |
| -------- | -------- | ------------------------- | ------------------------- | ------------------------- | ------------------------- | ------------------------- | ------------------------- | ------------------------- | ------------------------- | ------------------------- | ------------------------- |
| 1e 500m  | Vrouwen  | Margot Boer               | A                         | Marrit Leenstra           | A                         | Thijsje Oenema            | A                         | Laurine van Riessen       | A                         | Anice Das                 | B                         |
| 1e 500m  | Mannen   | Michel Mulder             | A                         | Ronald Mulder             | A                         | Hein Otterspeer           | A                         | Jan Smeekens              | A                         | Stefan Groothuis          | B                         |
|          |          |                           |                           |                           |                           |                           |                           |                           |                           |                           |                           |
| 1e 1000m | Vrouwen  | Lotte van Beek            | A                         | Margot Boer               | A                         | Marrit Leenstra           | A                         | Laurine van Riessen       | A                         | Ireen Wüst                | A                         |
| 1e 1000m | Mannen   | Stefan Groothuis          | A                         | Michel Mulder             | A                         | Kjeld Nuis                | A                         | Hein Otterspeer           | A                         | Mark Tuitert              | B                         |
|          |          |                           |                           |                           |                           |                           |                           |                           |                           |                           |                           |
| 2e 500m  | Vrouwen  | Margot Boer               | A                         | Thijsje Oenema            | A                         | Laurine van Riessen       | A                         | Anice Das                 | B                         | Janine Smit               | B                         |
| 2e 500m  | Mannen   | Michel Mulder             | A                         | Ronald Mulder             | A                         | Hein Otterspeer           | A                         | Jan Smeekens              | A                         | Kjeld Nuis                | B                         |
|          |          |                           |                           |                           |                           |                           |                           |                           |                           |                           |                           |
| 2e 1000m | Vrouwen  | Lotte van Beek            | A                         | Margot Boer               | A                         | Marrit Leenstra           | A                         | Laurine van Riessen       | A                         | Ireen Wüst                | A                         |
| 2e 1000m | Mannen   | Stefan Groothuis          | A                         | Michel Mulder             | A                         | Kjeld Nuis                | A                         | Hein Otterspeer           | A                         | Mark Tuitert              | A                         |

De beste Nederlander per afstand zijn vet gezet

## Podia

### Mannen
| Afstand:  | Goud:                        | Tijd    | Zilver:                      | Tijd    | Brons:                   | Tijd    |
| 1e 500 m  | Jan Smeekens Nederland       | 34,32   | Pekka Koskela Finland        | 34,361  | Jamie Gregg Canada       | 34,369  |
| 2e 500 m  | Jan Smeekens Nederland       | 34,39   | Joji Kato Japan              | 34,44   | Michel Mulder Nederland  | 34,55   |
| 1e 1000 m | Shani Davis Verenigde Staten | 1.07,49 | Kjeld Nuis Nederland         | 1.07,64 | Michel Mulder Nederland  | 1.07,87 |
| 2e 1000 m | Hein Otterspeer Nederland    | 1.07,76 | Shani Davis Verenigde Staten | 1.07,83 | Samuel Schwarz Duitsland | 1.07,85 |

### Vrouwen
| Afstand:  | Goud:                               | Tijd     | Zilver:                             | Tijd    | Brons:                         | Tijd    |
| 1e 500 m  | Lee Sang-hwa Zuid-Korea             | 36,99    | Heather Richardson Verenigde Staten | 37,12   | Yu Jing China                  | 37,28   |
| 2e 500 m  | Lee Sang-hwa Zuid-Korea             | 36,80 WR | Heather Richardson Verenigde Staten | 37,42   | Margot Boer Nederland          | 37,54   |
| 1e 1000 m | Heather Richardson Verenigde Staten | 1.13,09  | Christine Nesbitt Canada            | 1.13,67 | Brittany Bowe Verenigde Staten | 1.13,92 |
| 2e 1000 m | Heather Richardson Verenigde Staten | 1.13,30  | Ireen Wüst Nederland                | 1.13,89 | Brittany Bowe Verenigde Staten | 1.13,96 |